# Liste der geschützten Landschaftsbestandteile im Burgenlandkreis
Die Liste der geschützten Landschaftsbestandteile im Burgenlandkreis nennt die geschützten Landschaftsbestandteile im Burgenlandkreis in Sachsen-Anhalt.

## Liste
| Bild             | Nr.        | Bezeichnung                   | Gemarkung    | Position                         | Beschreibung | Verordnung |
| ---------------- | ---------- | ----------------------------- | ------------ | -------------------------------- | ------------ | ---------- |
| Klemmbergpark    | GLB0013WSF | Klemmbergpark                 | Weißenfels   | 51° 12′ 19,8″ N, 11° 58′ 55,9″ O | 12,1 ha.     |            |
| weitere Bilder   | GLB0019BLK | Altenburg                     | Eckartsberga | 51° 6′ 57,6″ N, 11° 33′ 1,8″ O   | 11,3 ha.     | 1999       |
| Schnecktalbrücke | GLB0025BLK | Stadtwald „Aue“               | Bad Bibra    | 51° 12′ 15,1″ N, 11° 34′ 12,7″ O | 12,1 ha.     | 2015       |
|                  | GLB0041BLK | Gehölz bei Osterfeld          | Osterfeld    | 51° 4′ 58,4″ N, 11° 54′ 19,8″ O  | [ 5 ]        | 2011       |
| weitere Bilder   | GLB0046BLK | Park Meineweh                 | Meineweh     | 51° 4′ 44,4″ N, 11° 59′ 15″ O    | [ 6 ]        | 2012       |
| weitere Bilder   | GLB0049BLK | Inselteich und Park Thierbach | Meineweh     | 51° 3′ 31″ N, 11° 59′ 3,8″ O     | [ 7 ]        | 2012       |